# 鹿児島県立鹿屋高等学校
鹿児島県立鹿屋高等学校（かごしまけんりつかのやこうとうがっこう 英語: Kanoya High School）は、鹿児島県鹿屋市白崎町にある公立高等学校。
通称『鹿屋高校』、または『普通校』（鹿屋市内では普通科単独の高校が同校のみであるため）。2011年度より、曽於学区と合併し大隅学区となる。平成26年度から2年次より「選抜クラス」「普通クラス」の習熟度別クラスを編成。令和元年度からは1年次より習熟度別クラス編成を行っている。

## 概要

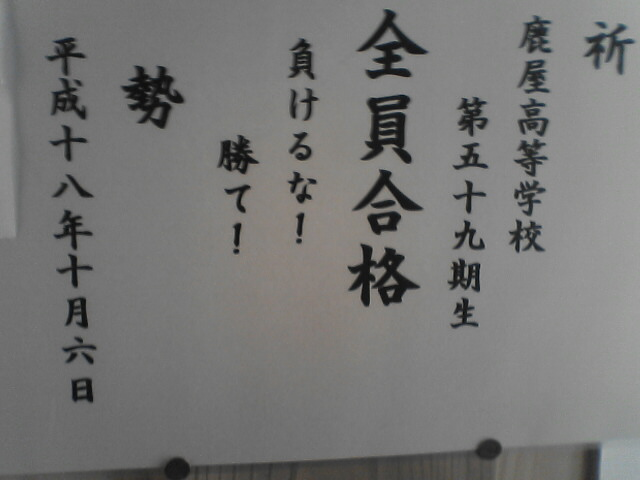
第59期生のスローガン「負けるな! 勝て! 勢!」

### 前身
- 鹿児島県立鹿屋中学校（1923年）
- 鹿児島県立鹿屋高等女学校（1925年）

#### 設立の経緯
- 元々同校は、明治時代に旧制第五中学校として設立される計画であった。
- 1900年（明治33年）当時の鹿児島県には、鹿児島県中学造士館、鹿児島県第一中学校、鹿児島県第二中学校、鹿児島県第三中学校、鹿児島県第四中学校があった。明治時代の県議会史記録によれば、鹿児島県第五中学校（鹿屋）、鹿児島県第六中学校（志布志）が、いわゆるナンバースクールとして予定されていた。
- 1899年（明治32年）の通常県議会において時の知事・加納久宜が、建築費が可決されていた第五尋常中学校を畜産学校に改めるという知事諮問案を提出。これは勧業知事と呼ばれた加納知事の信念でもあった。第五中学校を残せという反対意見もあったが、35対10で諮問案は可決された。第五中学校設立計画が没になったのは、鹿児島市にあった農学校の鹿屋移転がからんでいた。その農学校は、1896年（明治29年）4月、鹿児島簡易農学校として鹿児島市下荒田町に創立、1898年（明治31年）4月、鹿児島県農学校と改称、そして1900年（明治33年）4月、第五中学校設立予算を転用して鹿屋村（当時）に移転した。こうして、明治時代に鹿屋に設立予定の第五中学校は幻に終わり、それから24年の歳月を待つこととなった。

### 校風を表す言葉
精神論・根性論を多用するのが特徴。例えば第59期生（2004年入学）のスローガンは「負けるな! 勝て! 勢!」であり、第58期生（2003年入学）は「やります やれます やってみせます」であった。また、2019年におけるスローガンは『思うは招く』～「どうせ無理から だったらこうしてみたらへ」～とあり、令和に至っても精神論が抜けていない。
最新、2021年のスローガンは「I'm possible」。パラリンピック閉会式に感銘を受けた現校長が、今年度のスローガンとして設定。やはり、鹿屋高校生は創意工夫・不屈の努力という根性論まっしぐらである様子が見られる。
教師の中には鹿屋高校OB・OGも数多くいないことから、こうした校風が受け継がれている。

### 定員
2019年時点で、定員280名(7クラス)で普通科のみ。鹿児島県の学区割りでは肝属学区に属している。

## 沿革

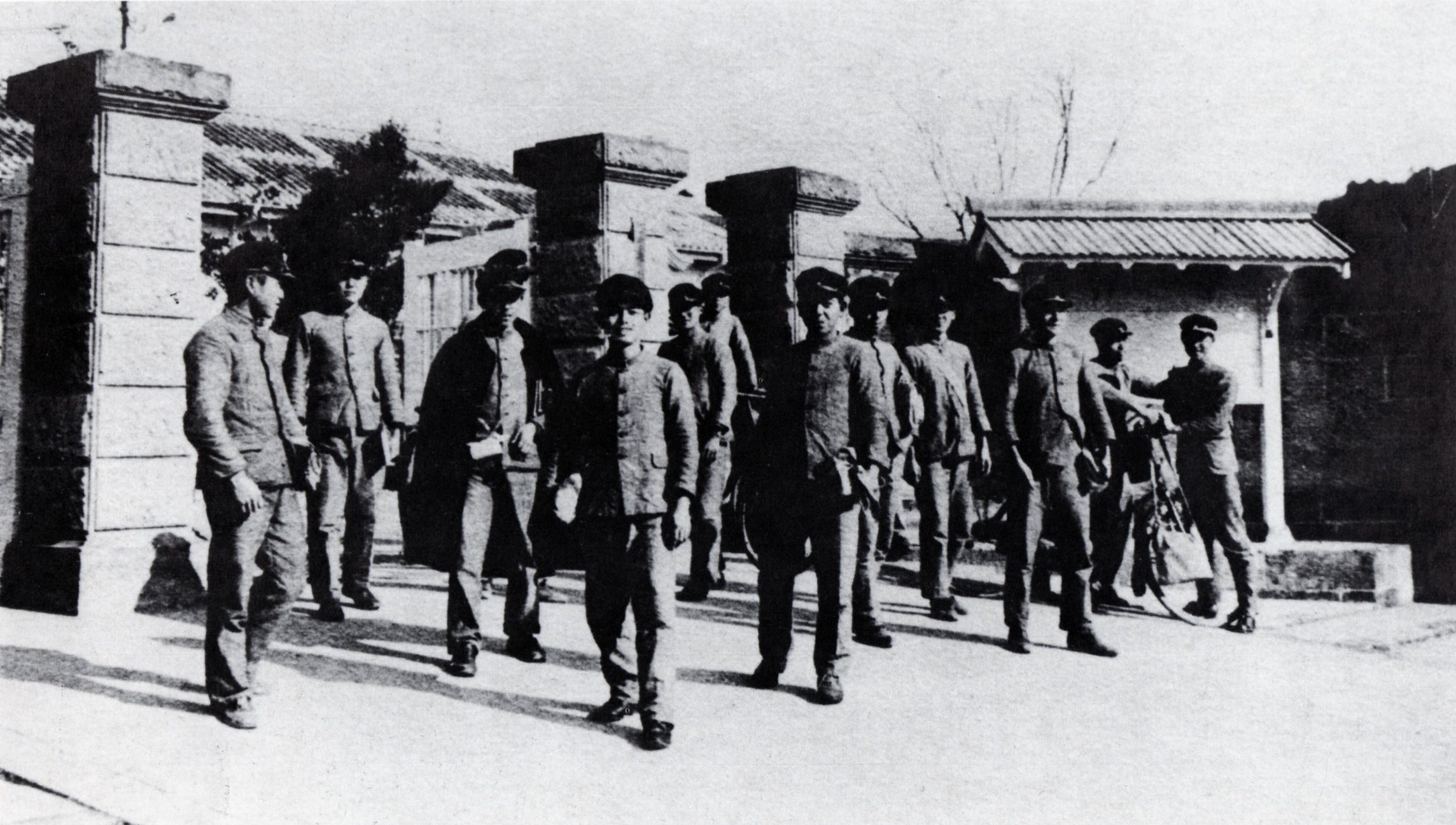
1930年当時の鹿屋中学校の校門前の生徒たち

### 鹿児島県立鹿屋中学校
- 1922年5月6日 - 鹿児島県立鹿屋中学校設立認可。
- 1923年4月8日 - 鹿児島県立鹿屋中学校創立。
- 1930年5月 - 端午の節句を祝い高隈登山を行う。爾後恒例行事となる。
- 1947年4月 - 学制改革により1年生と募集停止、在学中の2、3年生を同校併設中学校生徒とする。
- 1948年3月 - 併設中学校第一回卒業。
- 1948年4月 - 学制改革により鹿児島県鹿屋高等学校第二部と称する。

### 鹿児島県立鹿屋高等女学校
- 1924年4月12日 - 皇太子殿下御成婚記念事業の一つとして同校の設立を鹿屋町（当時）より申請。
- 1924年4月28日 - 鹿屋町立女子実業補習学校として1、2年生を各一学級収容。
- 1925年2月5日 - 鹿児島県鹿屋実科高等女学校（修業年限4ヵ年）設立認可。
- 1925年4月8日 - 鹿屋町立女子実業補習学校改め、鹿児島県鹿屋実科高等女学校創立、第1回入学式挙行（1、2、3年）。
- 1930年4月 - 鹿児島県鹿屋実科高等女学校が鹿児島県鹿屋高等女学校と改称。
- 1943年4月 - 鹿児島県鹿屋高等女学校が鹿児島県立鹿屋高等女学校と改称。
- 1948年4月 - 学制改革により、鹿児島県鹿屋高等学校第三部と称する。

### 鹿児島県立鹿屋高等学校
- 1948年4月 - 学制改革に伴い県立鹿屋農学校を第一部、同鹿屋中学校を第二部、同鹿屋高等女学校を第三部として鹿児島県鹿屋高等学校設立（本部は第一部）。第二部に通信教育部を併置。
- 1949年4月1日 - 高等学校再編により第二部および第三部を統合し鹿児島県鹿屋高等学校とする。
- 1951年4月1日 - 同校通信教育部を鶴丸高等学校通信教育部に併合し、同校は添削校となる。
- 1954年4月 - 家庭科新設（ - 1964年3月）。
- 1956年4月 - 鹿児島県立鹿屋高等学校と改称。
- 1958年2月22日 - 火災発生。当時の校舎全焼。
- 1958年11月 - 校舎及び体育倉庫再建。
- 1961年3月 - 定時制廃止。
- 1960年代後半 - 校舎と体育館（1世代前）の新築相次ぐ。
- 1969年4月 - 保健体育科新設（ - 1977年）。
- 1976年1月 - 1世代前のプール完成。当時は50m。
- 1978年10月 - 食堂利用開始（ - 2004年）。
- 1990年7月 - 全国高等学校野球選手権大会（夏の高校野球）鹿児島大会で野球部が準々決勝に進出。準々決勝で全校応援実施。
- 1993年11月 - 三星会館新築。
- 1997年6月 - 修学旅行復活。行き先はマレーシア・シンガポール。
- 2000年11月 - 修学旅行の行き先を北京に変更。
- 2002年4月 - クラス数が8に減少。
- 2002年11月 - 修学旅行の行き先を上海に変更。
- 2003年11月 - 創立80周年記念行事完了。第1回「三星塾」開講。
- 2004年夏 - 全教室にエアコン設置。
- 2006年夏 - 第1棟西半分を対象に耐震工事を実施（ - 2007年2月）。
- 2006年7月 - 全国高等学校野球選手権大会鹿児島大会で野球部が準優勝。準決勝・決勝で全校応援を実施。
- 2006年10月26日 - 高等学校必履修科目未履修問題発覚。翌27日には説明会が催された。
- 2007年1月15日 - 放送設備を更新することにより、チャイムの音色をハ長調からヘ長調に変更。
- 2008年春 - 第1棟耐震工事完了。
- 2008年11月 - 修学旅行の行き先を近畿地方に変更。
- 2009年11月‐三星塾第3回開催
- 2010年3月 - 校内LAN普通教室設置
- 2010年9月‐ボート部、体操（個人）が千葉国体に出場
- 2010年10月 - カヌー（個人）千葉国体に出場
- 2011年9月 - 北門、南門扉設置
- 2011年10月 - カヌー（個人）山口国体に出場
- 2012年2月 - 書道部 国際高校生選抜書展秀作賞受賞
- 2012年9月 - 第2棟耐震補強その他（1期」）工事
- 2012年8月 - カヌー（個人）、体操（個人） ぎふ国体に出場
- 2013年2月 - 普2番棟（東）耐震改修工事、エレベーター棟増築工事
- 2013年11月 - 創立90周年記念式典
- 2013年12月 - 第2棟耐震補強工事
- 2014年8月 - 第3棟耐震補強その他大規模改修工事
- 2014年10月 - 水泳（個人）、ボート（選抜）カヌー（個人）長崎がんばらんば国体に出場
- 2015年2月 - 第3棟耐震補強・大規模改造改修その他工事
- 2016年3月 - 内部改修（1期）工事（2番棟）
- 2016年10月 - 三星会館屋根改修その他工事
- 2017年2月 - 三星会館屋根改修その他工事
- 2018年12月 - 修学旅行の行き先を関東地方に変更。

## 基礎データ

### 象徴

#### 校訓・校章
- 鹿屋高校の校章は三星と称する。三つの光芒は「知」「徳」「体」を表し、その三者の調和的向上発達を目指してる。三星は旧制鹿屋中学校以来新制高校に至るまで、中心の文字が「中」から「高」に変わっただけで、デザインの基本は変わっていない。このことは、時代の推移に関係なく、三星が人間そのものの理想の姿をめざしているからである。そして、この「知」「徳」「体」が本校の校訓である[2]。

##### 三星に関する情報
- 『三星』 校章の名称であり、毎年3月1日に配布される1年間の学校の記録が書かれた文集の名称でもある
- 三星健児（さんせいけんじ） 鹿屋高校生の俗称
- 三星魂
- 三星祭 体育祭と文化祭の総称
- 三星の舞 体育祭ラストのイベント名。全校生徒で三角形を形成（周囲からは「三星」に見えるようになっている）後、校歌斉唱。専用の係（三星の舞係）が各クラス1名選出（必ずしも自己の意思ではない）され、係専用の黒色の法被を着用し振り付けを行う。この行事のために1年・1学期の家庭科で各生徒の法被を製作する。1990年代後半に始まった比較的新しい伝統であったが、第62期生からはっぴを製作しないことになったのに伴い、2006年度をもって終了。
- 三星会館 創立70周年記念（1993年）に建立された建築物。三星会（後述）の本部があるが、通常は集会所や卓球場、空手部の練習場として利用されている
- 三星タイム 総合的な学習の時間の鹿屋高校独自の呼称
- 三星道場 土曜日実施の課外授業の呼称
- 三星の風 月刊の広報紙。2006年4月発行開始。公式サイト上に公開されている。
- 三星会 同窓会組織。全国各地に拠点あり
- 三星塾 OB・OGを校内に招き記念授業や討論会を実施。創立80周年記念として2003年11月に第1回を実施し、以降3年に1度開催

## 教育

### 授業内容
- 3学期制である。通常の時間割は月・木曜が50分×6コマで火・水・金曜が50分×7コマ。特に7コマ実施は2006年度から鹿屋女子高の普通科で実施されるまでは大隅半島の公立学校では唯一のケースであった。
- 課外が多く設けられている。朝課外（7:20-8:05・4-12月）や夏季課外（1学期終了式-7月末・8月後半）、冬季課外（2学期終了式-12月28日）、三星道場（隔週土曜日8:30-12:25）などがあり、3年次にはさらに放課後補習（-17:35、12月は18:30まで）が設けられている。特に夏季課外は教科によっては通常の授業と同様に進行するうえに、定期考査が実施される年もある（例:2005年度の2年数学）。3学期に朝課外が実施されない理由として、鹿児島県では1月の日の出の時間が7時半頃になり、防犯・交通安全上支障が出ることが挙げられる。
- 三星タイム（総合的な学習の時間）は1・2年次では地域地誌・国際理解に関することを学習。2年後半・3年は大学受験に関する調べ学習が中心となる。
- 2003-2006年の4年間、地理歴史で世界史B選択者は日本史・地理を履修することが出来なく必修要件を満たしていなかった（世界史Aは全員履修するため、日本史B・地理B選択者はこの問題は発生していなかった。また、理科では理科基礎を全員履修していなかった。） しかしシラバス上では当該科目も履修していることになっており、見かけ上では必修要件を全て満たしているとされていた（いわゆる裏カリキュラムの実施）。このことが全国的な風潮と共に指摘され2006年10月27日には生徒向けに、11月3日には保護者向けに説明会が催され、その後は補充授業を定期テスト終了後の空き時間や放課後補習の一部に挿入するなどの対策を施している。

詳しい授業内容
- 理科では1年次に化学を必修とし、2・3年次では文系が地学・生物（いずれもIのみ）から1科目選択、理系では化学を引き続き履修したうえで生物・物理から1科目選択する。理科基礎に関しては前述の通りであった。
- 公民は1年次に倫理・政治・経済を必修とする。3年次には現代社会のセンター試験対策を中心に実施する。
- 地理歴史は2・3年次に世界史B・日本史B・地理Bのうち1科目選択する。前述の問題により2007年度以降は若干変更されている。現在は一年次に理科総合Aと理科総合Bを必修とし、2・3年次では文系が理科総合B（2年次のみ）が必修で地学・生物のいずれかを選択し、理系では化学が必修で、物理・生物からいずれかを選択するが、3年次に希望者には理科三科目型の選択をすることができる。また、地歴公民は一年次に世界史Aと現代社会を必修とした。

### 教育目標
- 憲法及び教育基本法の理念と精神に基づき、「三星魂」をもって、未来を生き抜くことができる 「三星健児」を育てる。  三星魂とは、校訓である「知・徳・体」を調和的に有する人としての心   未来を生き抜くためには、過去(歴史)に学び、現在(今)を知り、未来(将来)を考えることが必要[2]

### Graduation Policy
- 鹿屋高校での三年間を通して、以下の9つの力を身につけることを目標とする。

(1)基礎的な知識・技能・・・思考の根底を支える教養力
(2)思考力・判断力・・・何が正しいかを考え、判断できる力
(3)学びに向かう力・・・何事にも好奇心をもって学ぶ力
(4)自己有用感・自尊心・・・自己有用感に裏付けられた自尊感情の育成
(5)協働して作り上げる力・・・他者と協力して物事を成し遂げる力
(6)他者を思いやる力・・・異なる考えや文化をもった他者を理解できる心
(7)物事をやりきる力・・・最後まで諦めない不屈の精神力
(8)心身の健康力・・・健康な心と体
(9)主体的に行動する力・・・自分自身の考えに基づき、行動する力
【知・・・(1)・(2)・(3)、徳・・・(4)・(5)・(6)、体・・・(7)・(8)・(9)】

### 経営方針
(1) 知・徳・体のバランスのとれた三星健児を育成するために、全職員が一丸となって教育活動を積極的に推進する。
(2) 全教職員が指導力の向上を目指し、自己研鑽に努めるとともに、全生徒の進路希望の実現を  果たすために全力を傾注する。
(3) 学校、家庭及び地域との連携・協力体制で学校を活性化する。
(4) 環境・人権・平和などについて理解を深めさせるとともに、豊かな人間性・社会性を醸成する。

### 考査について
- 1・2学期は中間・期末考査、3学期は学年末考査を実施（3年次は2学期の期末考査が最終）。また、4・9・10・2月には実力考査が実施される。成績不振（平均点の半分以下）の場合は補習を受けることによって留年を免れることができる。このこともあり、成績不振で留年することはまれである。
- 考査は基本的に教室で受験する。保健室受験は2006年10月以降基準が厳しくなっており、特別な理由がない限り不可能（体調不良での利用の場合試験時間が10分短縮される）。また、大会などで公欠の場合は受験しなかった科目について一律に平均点が与えられる。
- 考査以外にも模擬試験が年に10回ほど行われる。

### クラス編成
- 2019年時点で、7クラス[1]あり1クラス35人前後である。平成26年度（1年生は27年度）より、各学年（2・3年は文理それぞれ）に習熟度別のクラス（トップクラス）ができた。
  - 2・3年次は1-4組が文系、5-7組が理系と分割される。いずれも、1組、5組がトップクラスとなっている。
  - 年度により理科『生物』『地学』『物理』選択者のみのクラスが編成されることがある。

### メンタルヘルス
- 校外にカウンセラーを設置しており、カウンセリングを受けられる。保健室には養護教諭が2名配置されている。
- 保健室登校の場合、出席日数にはカウントされるものの授業は実際に出席しない限り欠課扱いとなる。同校では原級留置（留年）の基準を「全日程のうち3分の2以上の出席」としているため、3分の1以上の欠課のある教科が2教科以上ある場合、保健室登校で無欠席でも留年となる。3年生に関しては1月31日までが全日程とされており、センター試験後の二次試験対策期間中も通常の時間割の教科としてカウントされる。なお、年度ごとの留年者は極少数。

### 生徒指導
- 月１回の服装頭髪検査が設けられている。学年によって判断基準は若干曖昧な部分もあるが、一律で頭髪指導がメインとなっている。
- 生活態度による生徒指導も見られる指導内容によって、処遇は様々だが、謹慎を受けた場合は生徒指導室での自習を課される場合がある。（2020年度の生活指導は７件。）
- 交通関係の指導についても、度々話が持ち上がる様子。

## 進学実績
加筆依頼(現在こちらのサイトでは進学実績の情報が乏しいため大幅な進学実績の加筆を求めています。)
- 第58期生（2006年卒業）の国公立大学進学者は160人以上。
- 第59期生(2007年卒業)における合格状況は九州大学が5名、北海道大学が2名。
- 第70期生(2018年卒業)における合格状況は大阪大学が1名、九州大学が2名。
- 第72期生(2020卒業)における合格状況は京都大学が1名、九州大学が2名。前期時点で国公立合格者は84名となっている。

## 学校生活

### 主な学校行事

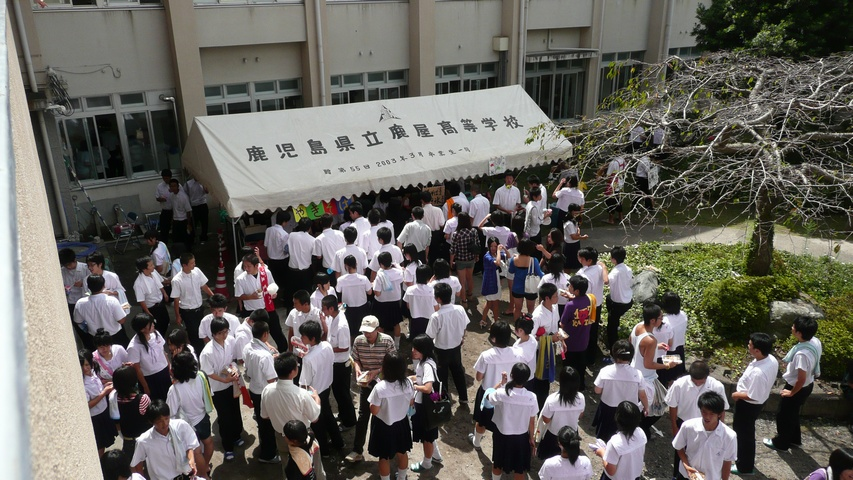
三星祭（2007年）

4月
- 入学式
- 一日遠足（1年：かのやバラ園、2年：霧島ヶ丘公園、3年：高隈（御岳）登山）
2年生は第二グラウンドから旧大隅線を経由し野里町方面から向かう。3年は鳴之尾牧場までバス移動。そこから登山道を経由し御岳を登頂する。伝統として2年は現地解散

9月
- 三星祭（体育祭・文化祭）
鹿屋高校では体育祭と文化祭を総称して三星祭としている。
  - 体育祭
各生徒1-2種目に出場する。応援合戦は7月中旬から練習する為、完成度（特に3年）は高い。コロナウイルス感染症の影響でここ数年は平日の開催になっている。
学年ごとに集団で応援演技をする種目がある。
  - 文化祭
3年生は観覧メイン。その年の文化祭実行委員・担当教員によって、クオリティや完成度はまちまち。こちらも、コロナウイルス感染症の影響で、校内生徒のみの開催となっている。
基本的には1年生はステージに立つことはなく、物販や展示が主。2年生・文化系部活動生のステージが2日間に渡って行われる。

10月
- 野外実習（1年）
鹿屋市・肝付町・東串良町の史跡などを１日がかりで周遊。自分の決めたテーマに沿ったレポートを提出することが義務。

11月
- 修学旅行
海外が基本だが、ここ数年諸事情で国内に変更されることが多い。数年に一度行き先が変更される。2006年からはマレーシア・シンガポール。事前・事後学習としてレポート提出が必須となる。
第55期生（2002年1月）は前年のアメリカ同時多発テロ事件、第57期生（2003年）はSARS、第59期生（2005年11月）は中国反日デモの影響により、行き先を上海から関西・北陸（2005年）に変更。第62期生からは関西に行くことになった。また、72期生からは関東へ行くこととなった。
こちらも、2020年度は開催されず、現3年生は中止という処置。
- 芸術鑑賞
鹿屋市文化会館まで徒歩で移動。三年周期で音楽、舞台、伝統芸能と年度ごとによって芸術鑑賞の対象が異なる。

2月
- 校内持久走大会
1・2年のみ参加。2019年度まで男子：8km、女子：4kmという距離走だったが、2020年度から時間走に変更。（男子：20分、女子：10分）
決められたノルマを達成できない場合が追走の処遇が与えられる。
- 3年生で進学の決まっている生徒は週一回の登校となる。

3月
- 卒業式
国公立大学受験の関係で、進路が確定していない中の卒業式となる。このため、卒業式後にも通学する生徒がいる。

年数回開催されるもの
- クラスマッチ
各学期末に開催（3年は1学期のみ）。事実上の球技大会（サッカー・ソフトボール・バレーボール・バスケットボール・卓球・ドッジボール・ソフトテニス）で各クラス対抗。2日間開催され、初日で試合が終了した場合、2日目は一日中応援または教室で待機となる。
- 生徒総会
6月に実施。要望事項が成立しても教諭に却下されることが常なので、慣習的なものと化しているのが現状である。
- 生徒会役員選挙
6月に実施。

通年実施されるもの
- 生徒主張
毎週月曜日の全校朝礼内で実施。毎週2名ずつ壇上で弁論を行う。担当はクラス順で替わり、1順目（最初の8回）は2・3年で、2順目以降は1・2年が担当する。毎年2月下旬に1年分の主張の原稿がまとめられた本が生徒に配布される（「三星」のコーナー扱い）。

### 部活動
2020年時点で7割の生徒が参加していた。

#### 体育系
空手道、弓道、剣道、サッカー、柔道、水泳、ソフトテニス、卓球、ダンス、テニス、バスケットボール、バドミントン、バレーボール、ボート、野球、陸上
- 野球部は第88回全国高等学校野球選手権大会の鹿児島大会（2006年）で準優勝（優勝は鹿児島工業高校）。1990年にも準々決勝進出経験がある。
- ボート部は大隅湖（高隈ダム）で練習を行うため、部員は通常の距離制限に関係なく原付免許の取得が認められている。

#### 文化系
演劇、家庭、書道、吹奏楽、美術、文芸、放送、写真、調理、茶道、軽音楽、パソコン、科学、軽音楽
- 書道部は2005年、通称「書の甲子園」で優勝。
- 写真部は2005年11月の生徒総会で部に昇格。
- 調理部は2006年9月の文化祭で存在が公にされた。

##### 同好会
インターアクト、茶道、パソコン

## 高校関係者と組織

### 著名な出身者

#### 政治
- 柴立芳文 旧制鹿屋中 - 国会議員（参議院）、鹿児島県議会議長
- 網屋信介 - 国会議員（衆議院）、アジア開発キャピタル社長、メリルリンチ日本証券副会長
- 有川清次 - 国会議員（衆議院）
- 上西和郎 - 国会議員（衆議院）、労働運動家
- 木場一昭 - 元錦江町長
- 嶋田芳博 - 鹿屋市長
- 中西茂 - 鹿屋市長

#### 経済
- 坂元龍三 - 東洋紡社長・会長、日本化学繊維協会会長
- 永田文治 - 鹿児島銀行取締役頭取

#### 学術
- 朝倉哲彦 旧制鹿屋中 - 医学者（脳神経外科）、鹿児島大学名誉教授
- 内薗耕二 旧制鹿屋中 - 医学者（生理学）、日本学士院賞受賞者、東京大学名誉教授、静岡県立大学初代学長・名誉教授、生理学研究所初代所長・名誉教授
- 今村保忠 - 生化学者、工学院大学学長・教授
- 上甫木昭春 - 園芸学者、大阪府立大学名誉教授
- 畑山浩昭 - 英文学者（レトリック、批評理論）、桜美林大学学長・教授

#### 文化
- 久保禎 - 作曲家、鹿児島国際大学教授（2019年現在）
- 田口和行 - 作曲家
- 福元一義 - 漫画家、漫画編集者
- 和田勉（※巣鴨高校へ転出） - 演出家

#### 芸能
- サンシャイン池崎 - お笑い芸人
- 早稲田裕美子 - MBCタレント

#### マスコミ
- 石踊昌一 - 元アナウンサー（NHK地方局）
- 末永安佳梨 - アナウンサー（MBC）
- 蛭川雄二 - アナウンサー（KYT）
- 前原さとみ - ラジオパーソナリティ
- 村川裕 - アナウンサー（KKB）
- 山縣由美子 - 元アナウンサー・キャスター（MBC、NHK福岡放送局、FBSを経て再びMBC)、元九州大学理事

#### スポーツ
- 辻原潤一郎 - ラグビーユニオンレフリー

#### その他
- 平野晃 旧制鹿屋中 - 大日本帝国海軍軍人、航空自衛官（第13代航空幕僚長）
- 内倉浩昭 - 航空自衛官（第8代統合幕僚長、第37代航空幕僚長）

## 施設

### 校舎
いずれも2008年4月時
第1棟
1階には職員室・校長室・事務室など。2階には3年生のクラスが設置される。2007年度は東半分の耐震工事が実施されており、3年生のクラスのうち理系クラス（5 - 8組）は第2棟の2階に設けられていた。
- 1階
  - 職員室
  - 校長室
  - 事務室
  - 大会議室
  - 中会議室
  - 進路指導室
  - 進路資料室
- 2階
  - 3年生教室
  - 第1講義室
  - パソコン室

第2棟
1・2年のクラスおよび理科教室が設置されている。1階には保健室もある。2007年度は3年生の理系クラス（5 - 8組）も設けられていた。
- 1階
  - 生徒指導室
  - 保健室
  - 女子更衣室
  - ボート部室
  - 1年6 - 8組
  - 化学講義室
  - 化学準備室
  - 化学実験室
- 2階
  - 1年1 - 5組
  - 第2講義室
  - 2年7・8組
  - 物理講義室
  - 物理準備室
  - 物理実験室
- 3階
  - 2年1 - 6組
  - 生徒会室
  - 放送部室
  - 地学準備室
  - 地学講義室
  - 生物準備室
  - 生物実験室

第3棟
地歴科の職員室および芸術科目の教室が設置されている。2003年度までは3階に図書室があった。トイレは男子2・3階、女子1・4階と分かれている。
- 1階
  - 家庭科室
  - 調理室
- 2階
  - 視聴覚室
  - 演劇部室 - 2008年まで生徒会室
  - 地歴職員室
  - 地歴講義室
- 3階
  - LL教室
  - 書道室
- 4階
  - 美術室
  - 音楽室

中庭
各種モニュメントが設置されている。
三星会館
1993年の創立70周年記念の際、OBの寄付により建立された。同窓会組織の三星会本部がある。
体育館
武道館
現行のものは2005年使用開始。1世代前のものは2階建てであった。
図書館
2004年初めまでは食堂として利用されており、図書館は第3棟3階にあった。新聞は南日本新聞・読売新聞・毎日新聞・朝日新聞が1年分保管される。論壇誌は世界が置かれているのに対し、諸君!・正論は置かれていない。また、一部雑誌類も閲覧可能である。
プール
以前は50mプール（大会で使用されない為、50mより若干短く設計されていた）。2005年から25mに短縮されている。
第二グラウンド
鹿屋高校の校舎敷地から南西に100mほどの位置にある。

### インターネット
- 校内パソコンは40台、Windows 10搭載。校内LANが結ばれており、外部とは光ファイバー接続でプロバイダーはSYNAPSE。

## 対外関係

### 他校との協力関係
鹿児島県立開陽高等学校通信制の肝属学区におけるスクーリング協力校となっている。

## その他
- おおすみ半島コミュニティ放送ネットワーク等、NPO法人4団体の設立者が当校出身者で、スタッフの大半も同窓生。

## 参考資料
- 東博文・岡田敞榮「某進学高校生徒における日常生活への影響要因：部活動との関係を中心として (PDF) 」『学術研究紀要』鹿屋体育大学、第25号、9 - 18頁、2001年。「某進学高校」とあるが添付のアンケート（1998年7月）に「鹿屋高校」と記載されている。
- 米永代一郎編『思い出の三星』 南九州新聞社、1983年8月15日。